# Koela
Koela – wieś w Estonii, w prowincji Lääne, w gminie Taebla.